# Nine Hours to Rama
 Nine Hours to Rama és una pel·lícula estatunidenco-britànica dirigida per Mark Robson, estrenada el 1963.

## Argument
L'hindú Nathuram Godse s'ha fet activista i després homicida de Mahatma Gandhi. El muntatge és tot en flashbacks i explica, nou hores abans del desenllaç fatal, per què Godse ha acusat injustament Mahatma Gandhi de ser responsable de la massacre de milers d'hindús pels musulmans, tragèdia que ha portat Godse a executar Gandhi el 1948.

## Punt de vista de la crítica
Variety escriu que 
| « | si Buchholz actua amb intensitat i convicció, José Ferrer destaca com a policia preocupat i conscienciós dedicat a Gandhi, aquest últim increïblement i precisament encarnat per J. S. Casshyap | » |

, els altres personatges pateixen ser 
| « | sigui inútilment i maldestrament desenvolupats com la de la dona casada (Valerie Gearon) de la qual Nathuram Godse està enamorat, o insuficientment consistents com els del còmplice indecís (Don Borisenko), de l'indi politicastre molest (Robert Morley) o de la prostituta impulsiva (Diane Baker) | » |

.

## Repartiment
- Horst Buchholz: Nathuram Godse
- José Ferrer: el superintendent de policia Gopal Das
- Valerie Gearon: Rani Mehta
- Don Borisenko: Naryan Apte
- Robert Morley: P. K. Mussadi
- Diane Baker: Sheila
- Harry Andrews: el general Singh
- David Abraham: el detectiu Munda
- J S. Casshyap: Mahatma Gandhi

## Nominacions
- 1964. BAFTA a la millor fotografia per Arthur Ibbetson.